# Jouke Dantuma
Jouke Dantuma (Damwoude, 11 januari 1966) is een Nederlands voormalig voetballer.
Dantuma speelde eerst bij de amateurs van VV VIOD Driezum en Broekster Boys. Hij maakte in 1990 de overstap naar het betaalde voetbal en speelde vier jaar voor SC Cambuur, waarvan hij een half jaar uitkwam voor Veendam. Zijn carrière bestaat verder uit één jaar spelen bij Emmen en vervolgens nog drie jaren bij Veendam.
Met Cambuur speelde Dantuma twee jaar op Eredivisieniveau en maakte hij in zijn 2e jaar als spits 8 doelpunten. In het seizoen dat Cambuur degradeerde werd hij bij de nieuwe trainer Fritz Korbach tweede keus en halverwege het seizoen uitgeleend aan Veendam. Hij vertrok bij Cambuur en kwam uit voor Emmen. Daar kreeg hij problemen met de trainer en werd door Jan Schulting teruggehaald naar Veendam. Blessures en een ernstige kwetsuur aan zijn knie zorgden ervoor dat Dantuma moest stoppen met betaald voetbal.
Ook zijn zoon Frits Dantuma werd voetballer.